# Lamelligomphus
Lamelligomphus is een geslacht van libellen (Odonata) uit de familie van de rombouten (Gomphidae).

## Soorten
Lamelligomphus omvat tegen de 20 soorten:
- Lamelligomphus annakarlorum Zhang, Yang & Cai, 2016
- Lamelligomphus biforceps (Selys, 1878)
- Lamelligomphus camelus (Martin, 1904)
- Lamelligomphus castor (Lieftinck, 1941)
- Lamelligomphus chaoi Zhu, 1999
- Lamelligomphus choui Chao & Liu, 1989
- Lamelligomphus formosanus (Matsumura in Oguma, 1926)
- Lamelligomphus hainanensis (Chao, 1954)
- Lamelligomphus hanzhongensis Yang & Zhu, 2001
- Lamelligomphus laetus Yang & Davies, 1993
- Lamelligomphus motuoensis (Chao, 1983)
- Lamelligomphus nilgiriensis (Fraser, 1922)
- Lamelligomphus ringens (Needham, 1930)
- Lamelligomphus risi (Fraser, 1922)
- Lamelligomphus trinus (Navás, 1936)
- Lamelligomphus tutulus Liu & Chao in Chao, 1990
- Lamelligomphus vietnamensis Karube, 2015